# Anthony Wilden
Pour les articles homonymes, voir Wilden.
 (juin 2018).
 (juin 2009).
Anthony Wilden, né le 14 décembre 1935 à Londres et mort le 29 décembre 2019, est un épistémologue américano-britannique, qui a pris le point de vue sémiotique pour aborder un très large éventail d'applications où tout comportement est « signe » et a valeur de communication. Ses travaux sont principalement de l'ordre de l'épistémologie.
Il a collaboré avec Jacques Lacan, René Girard et Gregory Bateson. Après son doctorat, Anthony Wilden enseignait à l’université de Californie à San Diego où il a travaillé avec Gregory Bateson à l’élaboration de la cybernétique de la deuxième génération d’où sortira l’approche écosystémique. Après une dizaine d’années de gestation sortira de ses livres la théorie des contextes qui formalise l’approche écosystémique[réf. souhaitée].

## Biographie
Né à Londres en 1935, éduqué au pensionnat de l’École Christ Church Hospital sur une bourse d’études accordée aux « pauvres méritants », il a quitté l’école à la fin des études pour immigrer au Canada en 1953 où il s’est établi en Colombie-Britannique en se mariant et devenant père de deux garçons.
En Colombie-Britannique, il a exercé différents métiers, de bûcheron à mécanicien d’automobiles et instituteur. Naturalisé canadien en 1959, il a entrepris des études supérieures par correspondance et sur une bourse d’études aux États-Unis. Là, il a obtenu un doctorat en lettres romanes en 1968 à l’université Johns-Hopkins de Baltimore, où il a travaillé avec René Girard et Jacques Lacan. De cette collaboration avec Jacques Lacan est sorti The Language of the Self: The Function of Speech and Language in Psyco-analysis, 1968, qui a introduit Lacan dans le monde anglo-saxon[réf. souhaitée].
Après son doctorat, il est nommé au département de littérature de l’Université de Californie à San Diego où il a collaboré avec Gregory Bateson dans l’élaboration d’une approche écosystémique à partir de la cybernétique de la seconde génération, celle du « signe » psychique en contraste au « signal » physique de la théorie de l'information de Claude Shannon. En 71-72, on l’a retrouvé à l’École pratique des hautes études de Paris où il a enseigné la « Théorie des systèmes ». En 1972, sont sortis Steps to an Ecology of Mind de Gegory Bateson et System and Structure: Essays on Communication and Exchange d’Anthony Wilden, traitant du même sujet à partir de deux points de vue différents, suivant la vision « binoculaire » chère à Bateson, la « dialogique » d’Edgar Morin ou la « biassociation » d’Arthur Koestler.
Après Paris, Wilden enseigne au Togo et, en 1973-1974, il a participé à l’Université du Michigan au projet de l'US National Science Foundation sur les écosystèmes. De retour au Canada en 1974, Anthony Wilden est nommé professeur en Communication à l’Université Simon Fraser à Burnaby, en Colombie-Britannique où il a enseigné jusqu’à sa retraite.
Il introduit et traduit un livre de Lacan et présente un texte sur l'individualisme de Montaigne[réf. souhaitée].

## L'œuvre
Anthony Wilden a introduit Jacques Lacan dans le monde anglo-saxon[réf. souhaitée] avec Freud, Signorelli and Lacan: the Repression of the Signifier (1966, American Imago, 23: 332-66) et The Language of the Self: the Function of Language of Psycho-analysis (Johns Hopkins University Press, Baltimore, 1968) ainsi que Speech and Language in psycho-analysis, paru en 1968, rééditée, revue, augmentée et commentée en 1981. Le premier chapitre, de Système et Structure. Essais sur la communication et l'échange (Boréal Express, Montréal, 1983) est intitulé Le Symbolique, l'Imaginaire et le Réel. Lacan, Lévi-Strauss et Freud, le suivant Métaphore du déplacement et métonymie de la condensation. Le tout est une interprétation sémiotique et écosystémique.
Anthony Wilden et Jacques Lacan ont collaboré en psychanalyse à la critique sémiotique et linguistique des œuvres de Freud, comme Anthony Wilden et Gregory Bateson ont élaboré la cybernétique de la deuxième génération, celle du signe psychique où tout comportement est message et dont la communication est la matrice sociale de toute activité humaine, en contraste à la cybernétique de la première génération du signal physique. À partir de là, les travaux de Wilden se sont étendus à la guerre et paix, comme des formes de communication, à l'oppression et à la décolonisation qui comprend le féminisme. À partir de la sémiotique, Wilden a abordé les médias pour aboutir à la philosophie des sciences et la sociologie des sciences.
Parmi ces éclaireurs français, il y a Edgar Morin et Michel Serres, des « trouveurs » ou « trouvères », dans la langue occitane.
En 1972 sont parus Steps to an Ecology of Mind de Bateson et System and Structure de Wilden. Chacun de ces deux livres est un recueil d'articles parus sur une longue période en différentes situations. Pour éclaircir certaines obscurités et remédier aux lacunes, ils ont respectivement sorti Mind and Nature en 1979 et The Rules are no Game en 1987. Ces deux livres couvrent un large éventail de domaines, de l'anthropologie à la zoologie.
La calme réflexion scientifique sereine se tronque parfois en pamphlets contestataires[Quoi ?] qui aboutissent à des travaux spécifiques d’activistes, comme le montage vidéographique avec Ronda Hammer, Women in Production : The Chorus Line, des séquences de comédies musicales qui ont bâti et maintenu le racisme et le sexisme et le livre Le Canadien imaginaire, traduction française par Yvan Simonis paru en 1979 à Québec pour le referendum sur la souveraineté du Québec en 1980. C’est un réquisitoire contre le Canada des cartes postales qui masque une double colonisation anglaise et américaine[réf. souhaitée].

## Les idées directrices
1 - La simplicité est la réduction du complexe au simple par aplatissement des niveaux de la noosphère des idées de la culture à la sociosphère de l’association des collègues qui partagent la même loi (lex, legis) et le même héritage (legs). Cette réduction se continue de la sociosphère à la biosphère de la nature organique à l’exemple de la bio-sociologie pour qui l’agressivité est seulement de l’ordre des instincts de territorialité et de reproduction, de la rivalité territoriale ou de la satisfaction des appétits dans la concurrence pour des ressources rares. Cette réduction se poursuit jusqu’au niveau physique de la lithosphère minérale de la nature inorganique. Cette simplicité est la première forme de « réductionnisme » du complexe au simple.
2 - En effet, un « fait » physique- directement observable, quantifiable et mesurable par tous - ne devient « événement » psychique que par les effets ressentis, c’est-à-dire les significations et les valeurs attribuées aux conséquences de ce fait. Il y a « pesanteur sociologique » et « inertie culturelle » pour représenter le temps de réponse des configurations sociales et des structures culturelles à un changement. Ces métaphores impropres illustrent la confusion en fusionnant l’un dans l’autre les niveaux de réalité, du réel physique à l’imaginaire psychique et au symbolique culturel. Même dans l’imagerie physique, nous savons que nous ne pouvons représenter le complexe par le simple, la finesse par la grossièreté. La Méthode 1. La nature de la nature, Seuil, Paris, 1977, d’Edgar Morin a été la première charge épistémologique et méthodologique contre cette simplicité et a annoncé les charges suivantes.
3 - Comme le nom n'est pas la chose nommée, la forme n'est pas la quantité; elles appartiennent à des types logiques distincts.

### Traduction
- Jacques Lacan, The Language of the Self: The Function of Language in Psychoanalysis.